# Cassidian Atlante
Die Atlante, der Name steht für Avión Táctico de Largo Alcance no tripulado Español, ist ein spanisches unbemanntes Luftfahrzeug.
Atlante wurde vom spanischen Zentrum für industrielle Technologieentwicklung (Centro para el Desarrollo Tecnológico Industrial – CDTI) entwickelt und von dem Unternehmen Cassidian Air Systems, das zur Airbus Group gehört, gebaut.
Der unbemannte Prototyp hatte seinen Erstflug im Februar 2013 auf dem Aeródromo de Rozas. Der Testflug wurde mit einer Cessna 172 begleitet und von Fluglotsen des nahen Flughafen überwacht. Die Atlante hat einen Transponder, der im Mode 3/C arbeitet und somit die Fluglage und Bewegungen auf dem Radarschirm der Lotsen darstellt.
Atlante ist sowohl für zivile als auch für militärische Einsätze entwickelt und wird beispielsweise zur Überwachung von städtischen und ländlichen Gebieten, für Such- und Rettungsaktionen, bei Naturkatastrophen, Waldbränden oder zur Überwachung von Sportereignissen eingesetzt. Die Sensoren zur Feuerüberwachungen stammen von dem Unternehmen Meggitt.
Technische Daten
- Länge: 4,6 m
- Spannweite: 8 m
- Höhe: 1,8 m
- max. Startmasse: 520 kg
- Triebwerk: 1
- Reichweite: Radius: 220 Kilometer um die Leitstation
- Flugzeit: zwischen 20 und 10 Stunden je nach Nutzlast
- Dienstgipfelhöhe: 6000 m

Besonderheiten
Zum Betrieb der Atlante ist keine Start- oder Landebahnen erforderlich, obwohl es mit einem Fahrwerk System ausgerüstet ist um auf Pisten betrieben zu werden. Es kann in zwei Modi betrieben werden sowohl von unbefestigten Start- und Landebahnen oder mit einer Trägerrakete über ein Katapult gestartet werden und nach Betriebsende mit einem eingebaute Fallschirm sicher auf der Erde landen.